# Bărboasa
Bărboasa – wieś w Rumunii, w okręgu Bacău, w gminie Oncești. W 2011 roku liczyła 169 mieszkańców.